# Bartholomäus Bruyn

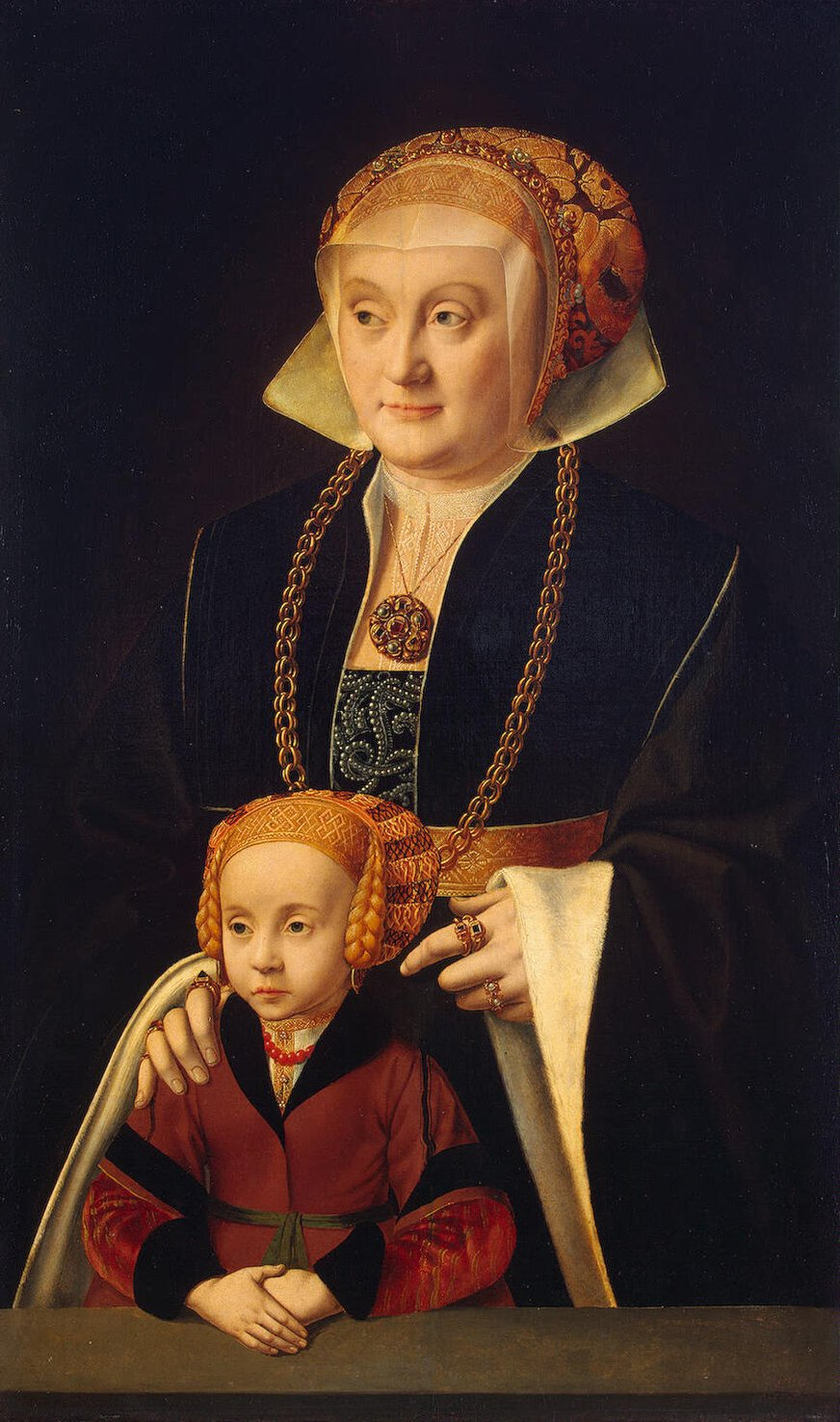
Ritratto di donna San Pietroburgo

Bartholomäus Bruyn o Barthel Bruyn (Colonia, 1493 – Colonia, 1555) è stato un pittore tedesco di origine olandese, operante nel periodo rinascimentale ed esponente della Scuola di Colonia.

## Biografia
Nacque nel 1493 a Colonia oppure a Wesel. Le prime documentazioni storiche lo indicano attivo a Colonia nel 1515, anche se le sue fondamentali caratteristiche stilistiche fiamminghe e olandesi attestano la sua origine dei Paesi Bassi ed una successiva germanizzazione di una sensibilità inizialmente olandese.
Bryn fu allievo dapprima di Jan Joest di Haarlem da cui trasse la lezione realistica, e poi del fiammingo Joos van Cleve; in seguito ricevette influssi colonesi.
Con la sua maturazione artistica, il suo stile si caratterizzò per un cromatismo sempre più florido e le forme più cedevoli, come evidenziarono il suo Martirio di sant'Orsola (Museo Wallraf-Richartz, Colonia) e Madonne e Sante (Pinacoteca di Monaco).
Prima di trasferirsi a Colonia, Bruyn si sposò tra il 1515 e il 1520 con Agnese († 1550), con la quale ebbe cinque figli: Arnt e Bartolomeo seguirono le orme paterne e collaborarono con il padre.
Intorno al 1519 si inserì nella "Società di pittori" di Colonia.
Tra le sue opere più significative si annoverano una pala d'altare per il convento di Essen realizzato nel 1525 (ora nella chiesa San Giovanni Battista di Essen) e un'altra per San Viktor di Xanten ultimato nel 1534.
Una delle svolte artistiche di Bryn si ebbe quando nel 1525 venne a contatto con i manieristi olandesi Jan van Scorel e Maarten van Heemskerck, e di riflesso ricevette influenze michelangiolesche e raffaellesche.
Sette anni dopo ottenne l'incarico di ideare e costruire l'altare della Passione presso la località di Werden.
I suoi ritratti, tra i quali menzioniamo quelli di Christian e Hermann von Weinsberg, vengono considerati tra i migliori lavori del suo repertorio, e molti di essi sono conservati al Museo Wallraf-Richartz di Colonia. Si distinse inoltre per disegni su vetrate a sfondo religioso e ritratti di committenti.

## Opere principali
- Ritratto di una signora nobile, (1530-1535) in legno, Museo Correr, Venezia;
- Ritratto di ragazza, (1539), olio su legno, 34,5 × 24 cm, Mauritshuis, L'Aia;
- Ritratto di un uomo, (1550), olio su legno, 65 × 45,5 cm, Palazzo delle Belle Arti di Lille;
- Vanity,  Palazzo delle Belle Arti di Lille;
- Ritratto di donna, (circa 1550), olio su legno, Palazzo delle Belle Arti di Lille;
- Cranio in una nicchia, olio su legno trasposto su olio, 37 × 30 cm, Ermitage, San Pietroburgo;
- Ritratto di donna, (1542), olio su tavola, 68 × 49 cm, Galleria Sabauda, Torino;
- Pala d'altare, (1523), cattedrale, Essen;
- Pala d'altare, (1531), cattedrale di Saint-Victor, Xanten;
- Il sindaco Peter von Heimbach, (1545), Wallraf-Richartz Museum, Colonia;
- Catherine de Bore, Museo Condé, Chantilly;
- Ritratto di un uomo, e  Ritratto di una donna, Museo delle Belle Arti di Valenciennes;
- Ritratto di un uomo, Museo di Belle Arti di Lione;
- Ritratto di donna, Museo Nazionale di Belle Arti di Algeri;
- Vanity, (1524), olio su legno, 61 x 51 cm, Kröller-Müller Museum, Otterlo
- Trittico della Crocifissione, (1548), Duomo di Colonia[3]

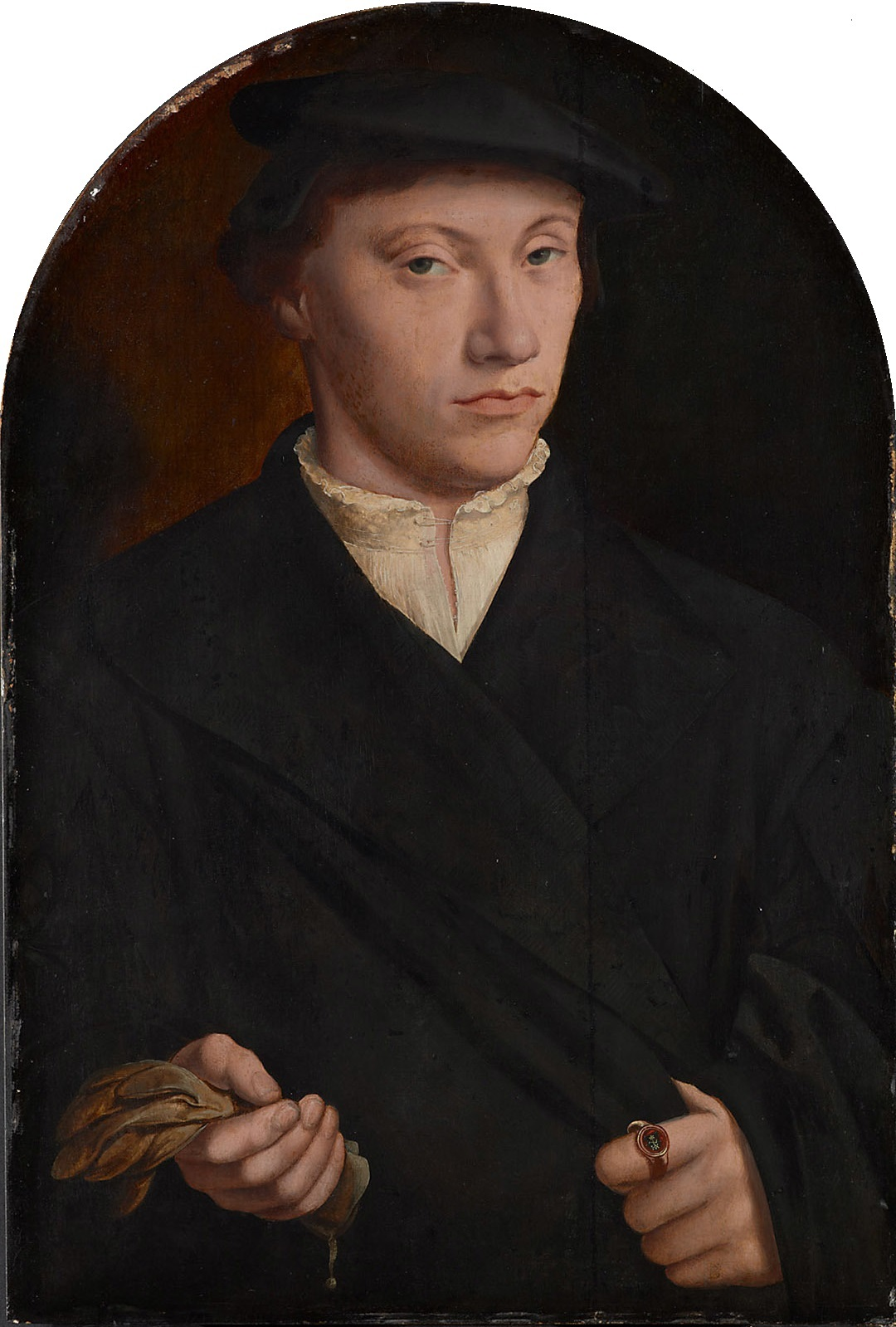
Ritratto di un giovane uomo con guanti, Kunsthistorisches Museum, Vienna
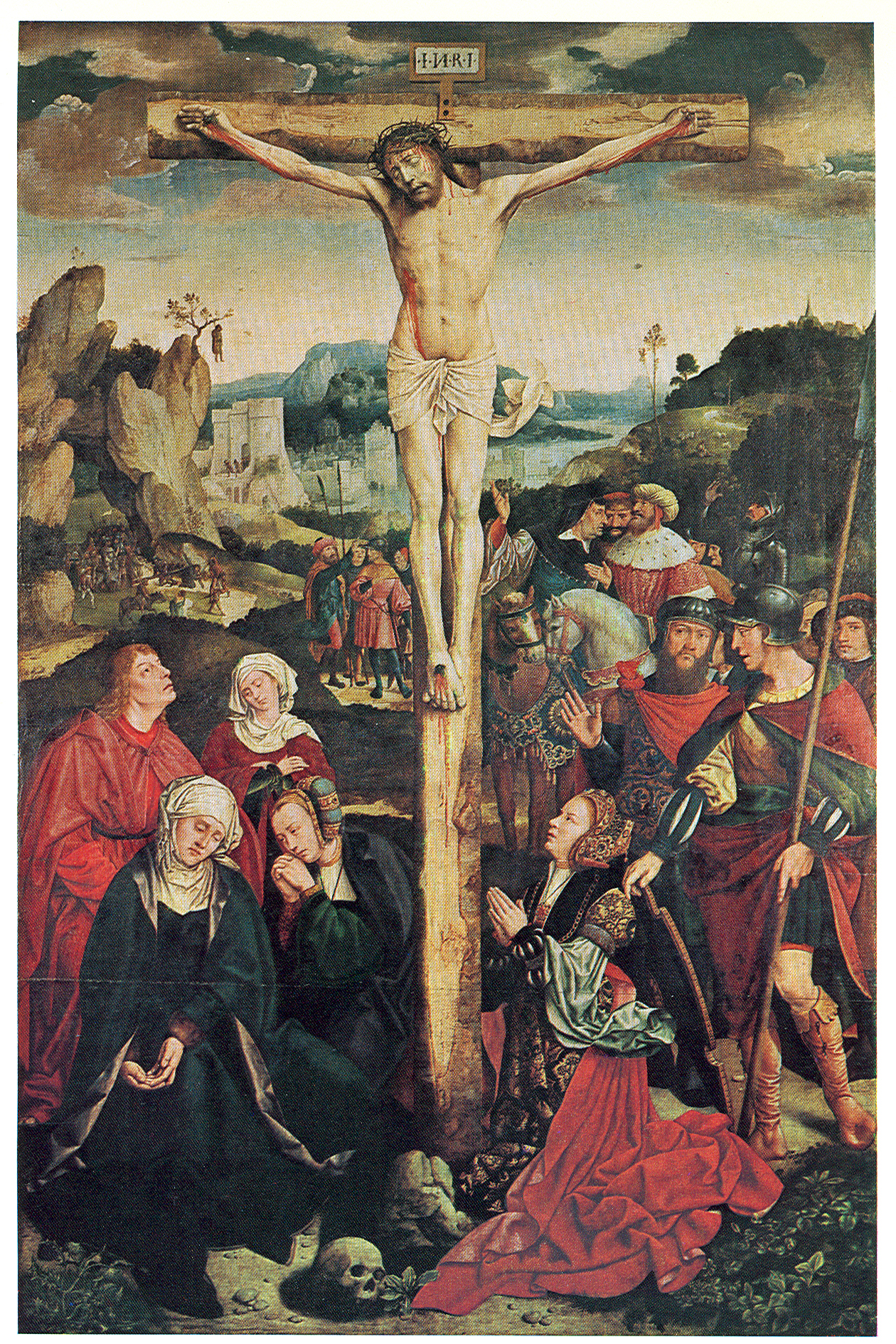
Pala d'altare chiesa di san Giovanni Battista, Essen
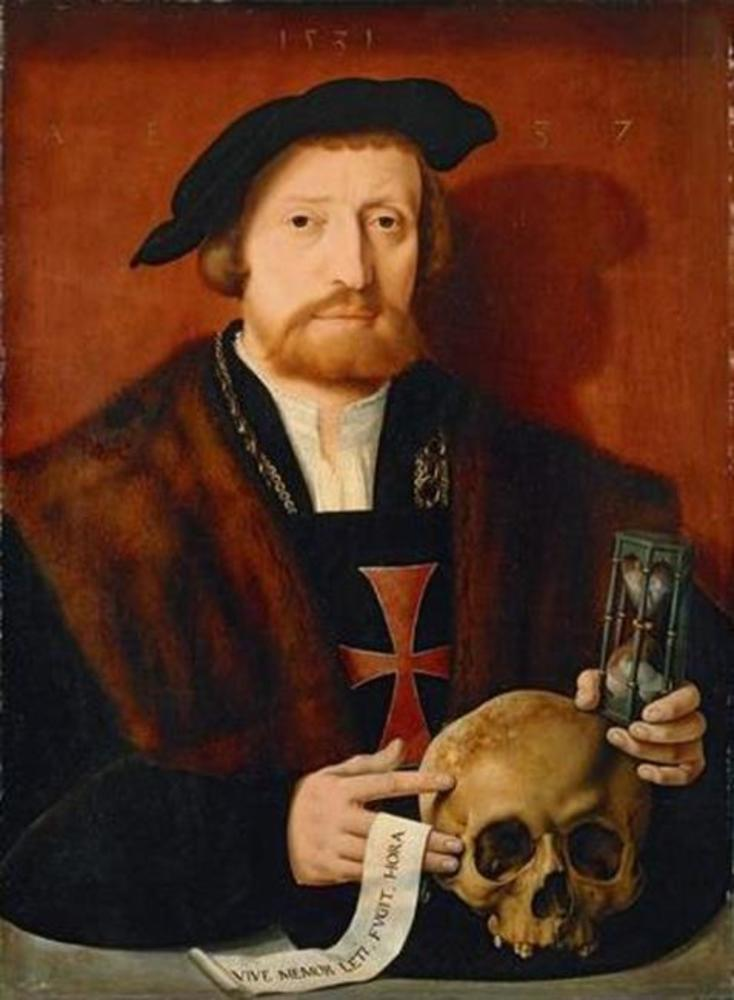
Ritratto di un cavaliere, 1531, Kunsthistorisches Museum, Vienna
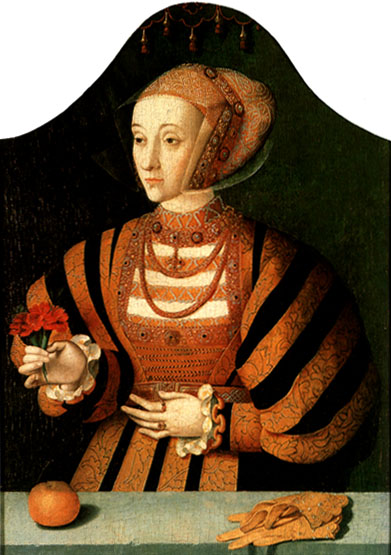
Anna di Cleves, circa 1540
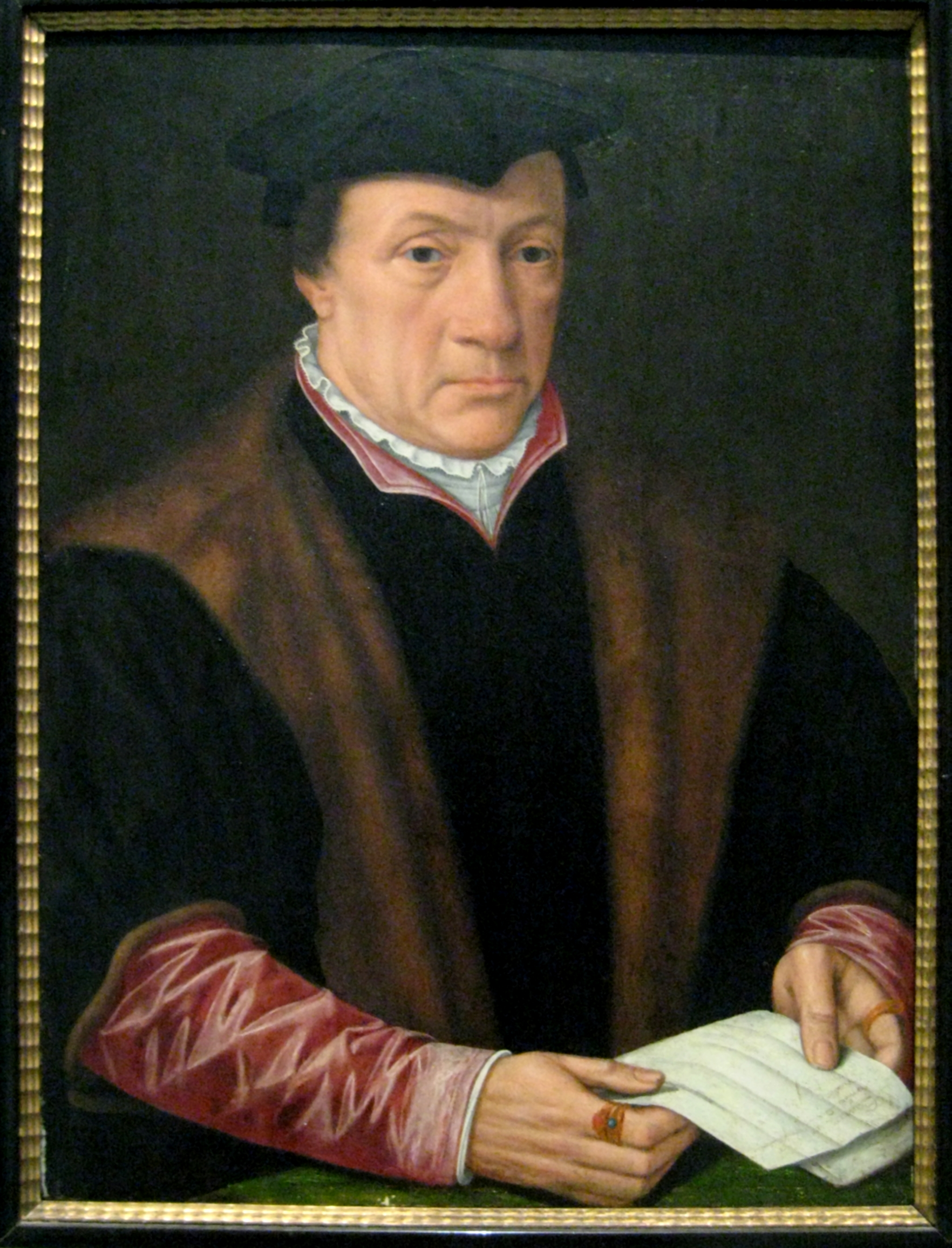
Ritratto di un accademico, Mikhail Perchenko collection
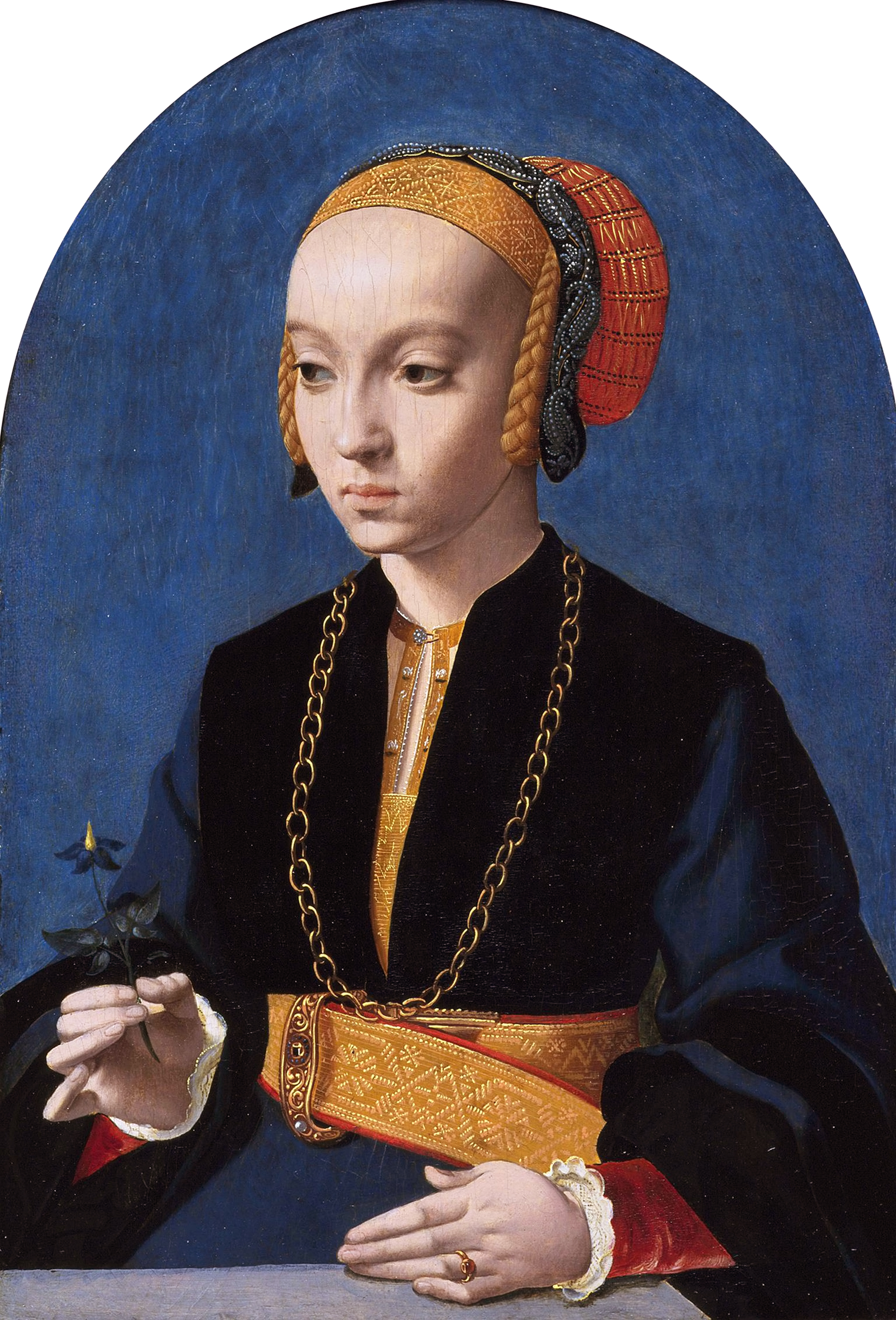
Elisabeth Bellinghausen, circa 1538, Mauritshuis, L'Aia